# Голяска (Арджеш)
Голяска (рум. Goleasca) — село у повіті Арджеш в Румунії. Входить до складу комуни Реча.
Село розташоване на відстані 83 км на захід від Бухареста, 35 км на південний схід від Пітешть, 102 км на схід від Крайови, 128 км на південь від Брашова.

## Населення
За даними перепису населення 2002 року у селі проживала 241 особа, усі — румуни. Усі жителі села рідною мовою назвали румунську.